# Marco Meilinger
Marco Meilinger (Salisburgo, 8 agosto 1991) è un calciatore austriaco, centrocampista dell'Union Vöcklamarkt.

## Carriera

### Club
Ha iniziato a giocare a calcio con l'USK Anif, una squadra di un sobborgo di Salisburgo. Nel 2002 si trasferì all'Austria Salisburgo, e nel 2005, dopo che il club venne acquistato dalla Red Bull, ha giocato con l'FC Red Bull Salisburgo. Nel 2009 ha giocato per la seconda squadra del Red Bull Salzburg, il Red Bull Juniors. Ha firmato con l'FC Red Bull Salzburg nel 2010. Nel mese di agosto 2011, è stato ceduto in prestito al SV Ried per un prestito biennale nel club. Nel 2014 ha firmato con l'FK Austria Vienna.

### Nazionale
Dal 2008 Marco Meilinger ha giocato per l'Austria in diverse squadre giovanili. Nel 2010 ha giocato con la squadra U 19 nel Campionato Europeo in Francia e si è qualificato con la squadra per il campionato mondiale nel 2011 U 20.

## Palmarès

### Club

#### Competizioni nazionali
- Campionato austriaco: 1

Salisburgo: 2013-2014
- Coppa d'Austria: 1

Salisburgo: 2013-2014